# Fivelandia 1999
Fivelandia 1999 è un album raccolta di sigle di programmi per bambini in onda sulle reti Mediaset, pubblicato nel 1999.
Il titolo del disco, il diciassettesimo volume della serie, viene privato, per scaramanzia della casa discografica, della numerazione cardinale normalmente presente in ogni titolo della collana di sigle televisive.
La traccia Una giungla di avventure per Kimba, la quarta dell'album, è firmata da Alessandra Valeri Manera, Max Longhi e Giorgio Vanni, cantata da Cristina D'Avena ed è stata la sigla di apertura e chiusura dell'anime Kimba, il leone bianco nella messa in onda della serie sulle reti Mediaset.

## Tracce
1. Pesca la tua carta Sakura (Alessandra Valeri Manera/Franco Fasano) 4:40
2. Dragon Ball (Alessandra Valeri Manera/Max Longhi, Giorgio Vanni) 3:14
3. Un tritone per amico (A. Valeri Manera/G. Fasano) 3:39
4. Una giungla di avventure per Kimba (A. Valeri Manera/M. Longhi, G. Vanni) 3:31
5. Tex Avery Show (A. Valeri Manera/G. Fasano) 4:07
6. Il mondo incantato dei Pocket Dragons (A. Valeri Manera/Silvio Amato) 3:18
7. Fl-eek stravaganza (A. Valeri Manera/G. Fasano) 4:01
8. Che campioni Holly e Benji!!! (A. Valeri Manera/S. Amato) 3:14
9. Dragon Ball (versione dance) (A. Valeri Manera/M. Longhi, G. Vanni)
10. Il laboratorio di Dexter (A. Valeri Manera/G. Fasano) 4:11
11. Mystic Knights: quattro cavalieri nella leggenda (A. Valeri Manera/M. Longhi, G. Vanni) 3:25
12. Hello Sandybell (A. Valeri Manera/M. Longhi, G. Vanni) 3:09
13. Magician: la giustizia non è un trucco (A. Valeri Manera/G. Fasano) 4:37
14. Molla l'osso Briscola (A. Valeri Manera/S. Amato) 3:17
15. Prendi il mondo e vai (A. Valeri Manera/Massimiliano Pani) 3:21
16. Occhio ai fantasmi (A. Valeri Manera/Vincenzo Draghi) 3:33

## Interpreti e cori
- Cristina D'Avena (n. 1-3-4-5-6-10-12-14-15-16)
- Cristina D'Avena e Marco Destro (n. 8)
- Giorgio Vanni (n. 2-9-11)
- Pietro Ubaldi (n. 7)
- Mattia Pisanu (n. 13)
- I Piccoli Cantori di Milano diretti da Laura Marcora, Silvio Pozzoli, Lalla Francia, Lola Feghaly, Marco Gallo, Simona Scuto, Max Longhi, Moreno Ferrara, Giorgio Vanni